# マイ・ウェイ
「マイ・ウェイ」（My Way）は、アメリカ合衆国の歌手であるフランク・シナトラの楽曲。作詞はポール・アンカ、作曲はクロード・フランソワ、ジャック・ルヴォー。
原曲は1967年のクロード・フランソワのフランス語の歌「Comme d'habitude」（コム・ダビチュード　作詞：クロード・フランソワ、ジル・ティボ　作曲：クロード・フランソワ、ジャック・ルヴォー）で、ポール・アンカが新たに英語の詞を書き、1969年にシナトラのシングルおよび同名のアルバムとして発売された。後にエルヴィス・プレスリーはじめ多くの歌手によりカバーされ、カバーされた回数が史上第2位の曲（第1位はビートルズの「イエスタデイ」）だと言われている。

## テーマ
主人公の男性が、自分の死が近付く中、自分の人生で起こったすべての苦難に対して行ったことについて、後悔せず自信を持っている、と語る内容である。

## 解説
ポール・アンカは、1967年のフランス人歌手クロード・フランソワのシャンソン「Comme d'habitude」（コム・ダビチュード）を、南フランスで休暇中に聞いて、曲の権利を交渉するためにパリへ向かった。2007年のインタビューでは、「いまいちのレコードだと思ったけど、何かを感じた」と語っている。そして交渉後に無償で権利を得た。2年後にフロリダでフランク・シナトラと食事をした際、アンカによれば、当時シナトラは自分の嫌いなポップ・ソングを歌わざるを得ない状況にあり「こんな仕事は辞めてやるよ。もううんざりだ、とっとと辞めてやる」と語ったという。

アンカはニューヨークへ戻ってから、元のフランス語の曲のメロディーを微妙に変更して、シナトラのために歌詞を書いた。
「いつかの朝、IBM製の古い電動タイプライターの前に座った時に『もしフランクにこの書いた詞を渡したら、彼は何て言うだろう？』と思いながら『今終わりが近い・・・』と始めた。雑誌をたくさん読んでると、すべてが『俺のこれ (my this)』、『俺のあれ (my that)』である事に気づいた。僕らはフランクの事がまさに『俺の世代 (my generation)』だと思った。僕はいつもは使わない言葉だけど、彼が話した内容を『食いつくし、吐き出した』。僕はラットパックの奴ら、自分の影に怯えてるにもかかわらずマフィアのように話すのが好きな連中と蒸し風呂のまわりにいたものだった。」
アンカは朝5時に曲を作り終え、「フランクにネバダへ呼ばれた。彼はシーザーズ・パレスに居て、『君のために特別さ』と語った。」アンカはさらに語っている。「僕のレコード会社は、僕が自分自身のためにこの曲を作った訳じゃない事を知ると怒った。でも僕は『ね、僕はこの曲を書く事はできるけど、この曲を歌う人じゃないよ』と言った。この曲を歌うのは他の誰でもなく、フランクにこそふさわしいのさ。」なお、アンカはシナトラが録音した直後の1969年にこの曲を録音しており、1996年には映画『マッド・ドッグス』でガブリエル・バーンとのデュエットを、2007年にはジョン・ボン・ジョヴィとのデュエットを発表している。
フランク・シナトラのバージョンは1968年12月30日に録音され、1969年のはじめに発売された。アメリカでは『ビルボード』誌の総合シングル・チャートのHot 100で最高位27位、イージー・リスニング・チャートで最高位2位を記録し、イギリスでは全英シングルチャートで最高位5位を記録し、40位以内に75週間もランクイン（1969年4月から1971年9月まで）した。

## チャート成績（フランク・シナトラ版）
| チャート (1969年)                       | 最高位 |
| --------------------------------------- | ------ |
| カナダ アダルト・コンテンポラリー (RPM) | 2      |
| カナダ トップシングルス (RPM)           | 26     |
| アイルランド (IRMA)                     | 4      |
| UK シングルス (OCC)                     | 5      |
| US Billboard Hot 100                    | 27     |
| US Easy Listening (Billboard)           | 2      |
| US Cash Box Top 100 Singles             | 29     |

| チャート (2021年)          | 最高位 |
| -------------------------- | ------ |
| ハンガリー (Single Top 40) | 40     |

## 認定（フランク・シナトラ版）
| 国/地域                                                     | 認定     | 認定/売上数 |
| ----------------------------------------------------------- | -------- | ----------- |
| ドイツ (BVMI)                                               | Gold     | 250,000     |
| イタリア (FIMI)                                             | Gold     | 15,000*     |
| イギリス (BPI)                                              | Platinum | 991,563     |
| * 認定のみに基づく売上数 · 認定のみに基づく売上数と再生回数 |          |             |

## カバー

### ドロシー・スクワイアーズのカバー
全英シングルチャートでシナトラの記録が続く中、ウェールズの歌手ドロシー・スクワイアーズが1970年8月に「マイ・ウェイ」を発表した。スクワイアーズのレコードは全英シングルチャートで25位を記録した。

### エルヴィス・プレスリーのカバー
エルヴィス・プレスリーは、1970年代半ばからコンサートでこの曲を歌い始めた。
1973年1月12日から14日にかけて、プレスリーは世界同時生中継番組「アロハ・フロム・ハワイ」でこの曲を歌い、その模様はインテルサットを介して43か国に中継され、特にヨーロッパではゴールデンタイムだった。なお、アメリカ本土では4月14日のゴールデンタイムにNBCから放送され、全部で世界の10億の人々が視聴者した。
プレスリーの死の数週間後である1977年10月3日、「マイ・ウェイ」のライブ・バージョン（1977年6月21日のCBSの特別番組「Elvis In Concert」の録音）のシングルが発売された。アメリカのビルボード・ホット100ではフランク・シナトラ・バージョンを上回る22位を記録し、ビルボード・アダルト・コンテンポラリー・チャートでは 6位となり、50万枚の売上を記録してゴールド認定された。翌年には、ビルボード・カントリー・シングル・チャートで 2位を記録したのに対し、キャッシュボックスのカントリー・シングル・チャートでは 1位を記録した。イギリスでは、全英シングルチャートで 9位記録した。
1971年6月10日にナッシュビルのRCAスタジオBでエルヴィスはこの曲を録音したが、ヴォーカルの重ね録音をしている時に女性バックコーラスに対してエルヴィスは怒り「50回もこの曲やってきたのに、お前達はまだ自分のパートがわかってないじゃないか」と言ってマイクを放り出しスタジオを出て行ってしまい、それがナッシュビルのRCAスタジオBでの最後の録音になってしまった。
この録音は1995年に発売されたボックス・セット「ウォーク・ア・マイル・イン・マイ・シューズ ジ・エッセンシャル70’Sマスターズ」で、発表されるまでお蔵入りしていた。

### シド・ヴィシャスのカバー
セックス・ピストルズのベーシストであるシド・ヴィシャスが、アップテンポなパンク・ロック調で発表している。歌詞がうろ覚えだった本人は、アドリブでレコーディングに挑んだ。
オーケストラの伴奏は、サイモン・ジェフスがアレンジしている。このバージョンは、1978年にセックス・ピストルズ名義の曲「ゴッド・セイヴ・ザ・ピストルズ」（原題：No One Is Innocent）との両A面シングルとしてリリースされ、全英7位を記録。また、ヴィシャスの没後の1979年12月にリリースされたアルバム『シド・シングス』にも収録されており、バッキング・トラックはシングル・バージョンと同じだが、ボーカルは一部を除き別テイクに差し替えられたという説もある。
2007年のインタビューで、ポール・アンカが「セックス・ピストルズのバージョンは不安定だけど、興味はあった。でも、僕は彼（ヴィシャス）の誠実さを感じたね」と語った。
映画『ザ・グレイト・ロックンロール・スウィンドル』には、元々ヴィシャスが観客に発砲して2人の観客が席に沈んで死んでいき、そしてヴィシャスはにやついて銃を捨て、観客にV字をみせてステージへの階段をのぼっていく映像があった。監督のジュリアン・テンプルは、元の暴力的な映像を削除し、1950年代からストックされた映像に置き換えた。検閲後のバージョンでは、単に観客へ激しく銃を撃つシドを示すのみで、弾丸や死体の映像はすべて削除された。ミュージック・ビデオは、アレックス・コックス監督の映画『シド・アンド・ナンシー』でシド（ゲイリー・オールドマン）がガールフレンドのナンシー・スパンゲン（クロエ・ウェッブ）を殺害する様子を描いている。しかし、映画の中では、ヴィシャスは起きて2人で抱き合ったまま暗転する。
ヴィシャスによるカバーは、1990年の映画『グッドフェローズ』のエンド・クレジットで再生されている。当初はフランク・シナトラのバージョンが使用される予定だったが、シナトラに断られたためヴィシャスのバージョンが代わりに使われた。

### その他のカバー
- ブルック・ベントンの1970年のバージョンは、ポップ、R&B、イージーリスニング・チャートでヒットした。
- シャーリー・バッシーは1970年のアルバム『Something』にこの曲を収録している。バッシー]は1976年のロイヤル・ヴァラエティー・パフォーマンスなど、様々なライヴで演奏した。シナトラが亡くなった数週間後となる1998年、バッシーは自身のダイモンド・コンサート・ツアーでシナトラへのトリビュートとしてこの曲を歌った。
- ニーナ・シモンは1971年のアルバム『Here Comes the Sun』に収録されたこの曲のアレンジ・バージョンで成功した。よりアップビートでメロディアスな、コンガドラムを加えたバージョンであり、シモンのライヴ・コンサートで定番の曲となった。
- イタリア語バージョンである「La Mia Via」は、1975年にフレッド・ボンガストが録音している。ボビー・ソロが録音したバージョンは「La Mia Strada」である。
- テレサ・テンが1976年に香港のコンサートで歌った英語版が音源化している[24]。テレサは日本語版も歌っている。
- レイモン・ルフェーヴル・グランド・オーケストラなどフランスのイージー・リスニング大楽団もこの曲を録音している。
- ニーナ・ハーゲンは1980年「マイ・ウェイ」のシングルを発売した。
- ジプシー・キングスは「A Mi Manera (My Way)」のタイトルでスペイン語でカバー、1987年のアルバム『ジプシー・キングス』に収録され1989年にシングルリリースされた。2001年の日本のテレビドラマ「バブル」の主題歌だった。2015年にはUCCコーヒーのコマーシャルで使用された。
- U2は1992年から1993年の「Zoo TV ツアー」で「ウルトラ・ヴァイオレット」のエンディングで「マイ・ウェイ」を演奏していた。
- アルゼンチンのロックスターであるアンドレ・カラマロは、「マイ・ウェイ」のレゲエ・バージョンをアルバム『Las otras caras de Alta Suciedad』に収録している。
- スロヴァキアのハナ・ヘゲロヴァは「Žila som správne」のタイトルで1991年にカヴァーしている．
- ウクライナのロックバンドであるオケアン・エリズィは、ツアーでこの曲を自身が唯一演奏する英語曲として演奏する。
- ザ・ポーグスのシェイン・マガウアンがパンク風にカバーし、1996年4月に全英シングルチャートで29位を記録した[25]。マガウアンのバージョンは、ナイキのコマーシャルで使用された。
- CHARAは1996年のYEN TOWN BANDのアルバム『MONTAGE』でこの曲を歌っている。
- 1996年に、英語歌詞を作ったポール・アンカとフリオ・イグレシアスがデュエットした。
- メキシコ人歌手のヴィセンテ・フェルナンデスのスペイン語バージョンの曲名は「Mi Manera」である。
- POLYSICSはミニアルバム『LO-BITS』に収録。SUZUKI『ワゴンRR』CMイメージ・ソング。
- フランスのバンドであるミューティレーションが演奏するブラックメタル・バージョンは、2005年のコンピレーション・アルバム『From the Entrails to the Dirt』に収録されている[26]。
- J-POP歌手の中島美嘉は、ヴィシャス・バージョンのカバーを映画『NANA2』で歌い、2006年のアルバム『THE END』に収録している。この曲を含めた『THE END』のクレジットは、NANA starring MIKA NAKASHIMA である。
- フィンランドのシンフォニックメタルグループであるノーザ・キングスは、2008年11月19日のアルバム『Rethroned』にこの曲のカバーを収録している。
- ドイツのユーロディスコアーティストのファンシーのカバーは、2008年のアルバム『Forever Magic』に収録されている。
- パティ・オースティンのカバーは、2011年のアルバム『Sound Advice』に収録されている。
- ジャッキー・チェンは2011年4月17日の第30回香港映画賞で、この曲を演奏した。
- ロビー・ウィリアムズは、2011年10月10日にロイヤル・アルバート・ホールで「マイ・ウェイ」を演奏、DVD『Live At The Albert』に収録されている。映画『BETTER MAN/ベター・マン』のサウンドトラックにも収録。
- 布袋寅泰は2012年6月18〜19日に日本武道館で開催された「GUITAR × SYMPHONY」において、渡英前最後の曲としてギターインストゥルメンタルバージョンを演奏。同公演のDVDにも収録されている。
- 2012年、ポール・アンカはクリス・マンのデビュー・アルバム『Roads（英語版）』のために、従来の年配の男性が過去を振り返る歌詞ではなく若い男性が未来に向かう視点に作詞し直した。
- 2024年パリオリンピックの閉会式でフランス人歌手イズー（英語版）により歌唱された。

## 日本語詞によるカバー
日本語の訳詞には、岩谷時子による訳詞（「やがて私もこの世を去るだろう〜」
）、中島潤による訳詞（布施明カバー）をはじめ、何種類かのバージョンがある。中島潤訳の出だしの歌詞は布施明自身が決めた。当初は「今黄昏近づく人生に〜」であったが、当時20代前半の若者であった布施に合致しないため、布施が代替案を考えたのが「今船出が近づくこの時に〜」である。
- 尾崎紀世彦は、1972年のアルバム『KIEYO'72/尾崎紀世彦アルバムNo.5』（英語詞[28]）、『KIEYO in PERSON 尾崎紀世彦オン・ステージ』（岩谷時子による日本語詞[27]）でカバー、リカットシングルも発売された。
- 布施明のカバー（訳詞・中島潤、編曲・堂本重道）は1972年にシングル「愛すれど切なく」のB面として発売され、その後『NHK紅白歌合戦』でこの曲を3回（1972年、2004年、2009年）歌った。訳詞は、片桐和子が併記、または片桐のみで表記されることがある。
  - 布施版は音楽番組『夜のヒットスタジオ』にて他歌手によって数回歌われた事がある。
  - 1977年10月3日放送回（10周年突入記念回）では布施明・森進一・五木ひろし・沢田研二[29]、1978年9月25日放送回（南沙織サヨナラ企画回）では布施・五木・小柳ルミ子、1980年10月6日放送回（山口百恵引退記念回）では西城秀樹・野口五郎・郷ひろみによって歌われた[30]。
  - テレサ・テンは1976年に布施版を収録したカバー集『愛の世界』をカセットテープでリリースした。
- 藤圭子が1976年9月新宿コマ劇場（七周年記念リサイタル）で披露し、アルバム『聞いて下さい私の人生/デビュー七周年記念 藤圭子リサイタル』に収録。2016年CD-BOX『藤圭子劇場』に収録。
- 美空ひばりはミュージックフェア（フジテレビ）で2回（1984年1月22日、1986年1月12日）この曲を歌唱している。アルバム『美空ひばり全曲集 歌は我が命』にもライブ音源で収録されている。
- 1999年1月13日発売の『水原弘全曲集』CDでは、中島潤訳詞バージョンが収録されている。
- 2000年2月25日発売のアルバム「OH!スーパーミルクチャン/オリジナルサウンドトラック 〜ミルクのカラオケオリンピック〜」にも収録され、ハナゲ（ブラッド・ピュット）によってカバーされている。こちらは布施明版のカバーである。
- 小柳ゆきは、2003年発売のアルバム『KOYANAGI the COVERS PRODUCT 2』にてカバーした[31]。
- BLANKEY JET CITYがサビ部分のみ（1分も満たない）を日本語詞（中島淳：訳詞）で演奏、「SONY WALKMAN」のCMタイアップに使用された。当初は懸賞商品CDのみに収録され非売品であったが、解散後の2013年にリリースされたベスト・アルバム『COMPLETE SINGLE COLLECTION SINGLES』に収録されている。
- 氣志團は2011年12月6日にメジャー・デビュー10周年を記念してANNIVERSARYシングル『MY WAY』をロックアレンジでカバーした。
- クミコは2012年9月26日発売のカバー・アルバム『アロング・ザ・ソングス 〜この歌と歩いてきた〜』で岩谷版にてカバーした。
- 平井堅は2014年5月28日発売のカバー・アルバム『Ken's Bar III』に片桐版にてカバーした。
- JAY'EDは2016年5月25日配信のデジタルシングルでカバー、映画『手をつないでかえろうよ〜シャングリラの向こうで〜』の主題歌に採用された。
- テレビ朝日系「タモリ倶楽部」の1994年5月13日放送回にて「フランク・シナトラ快気祝特別番組　 クイズ!これ誰のマイウェイ!?」と題した企画が放送され、前川清（内山田洋とクール・ファイブ）、山本リンダ、野口五郎、佐良直美、麻丘めぐみ、加山雄三、バーブ佐竹、デューク・エイセス、桂銀淑、田中星児、出門英（ヒデとロザンナ）、美空ひばりによるカバーが取り上げられた（前川・山本・野口が中島訳、麻丘・田中・出門・美空が岩谷訳、桂が岡田冨美子訳、バーブが有馬三恵子訳、佐良・加山・デュークが英語詞によるもの）。

## 文化

### トリビュート
- 「マイ・ウェイ」はイギリスで最も葬儀で演奏される曲である[32]。

### 歌への影響
- デヴィッド・ボウイは、1968年に「マイ・ウェイ」の原曲「コム・ダビチュード」に新たな歌詞を付けた「Even a Fool Learns to Love」を作ったが、それはリリースされなかった。「マイ・ウェイ」が世に出てから後に、ボウイは「マイ・ウェイ」のパロディ「Life on Mars?」をリリースした。
- ボン・ジョヴィの「イッツ・マイ・ライフ」（のちにポール・アンカが『Rock Swings』でカバー）のコーラス部分の詞は、「Like Frankie said, I did it my way」(フランキーみたいに、わが道を行け)である。
- ポップデュオのスパークスは、「When Do I Get to Sing My Way」という曲を1994年のアルバム『Gratuitous Sax & Senseless Violins』に収録している。
- ラッパーのJay-Zは、この曲について何度も言及している。アルバム『The Blueprint 2』に、この曲をサンプリングした「I Did It My Way」を収録している。

### ポップカルチャーへの影響
- この曲はシナトラそのものを表すようになり、ソビエト連邦の指導者ミハイル・ゴルバチョフがワルシャワ条約機構加盟国への内政不干渉の方針を、シナトラ・ドクトリンと呼ぶ。
- 「マイ・ウェイ」は世界中のカラオケで人気があるため、フィリピンのバーで発生する多くの殺人事件のことを、メディアは「My Way Killings」と呼ぶ[33][34]。

### その他
- 秋田県のJリーグクラブ・ブラウブリッツ秋田のサポーターが歌うチャント（応援歌）の原曲に使われており、主に試合開始前の選手入場時に歌うのが通例となっている。